# هيئة الإنصاف والمصالحة
هيئة الإنصاف والمصالحة هي لجنة مغربية لحقوق الإنسان والحقيقة والمصالحة ظهرت في السابع من كانون الثاني/يناير 2004 عندما وقَّع الملك محمد السادس ظهيرًا (مرسوم ملكيّ) بإنشاءِ الهيئة. ظهرت هيئة الإنصاف والمُصالحة لمساعدة ضحايا انتهاكات حقوق الإنسان والنظر في عددٍ من القضايا بما في ذلك قضايا التعذيب والاختفاء القسري والاعتقالات التعسفية التي ارتكبها المخزن (النخبة الحاكمة) خلال سنوات الرصاص. غطَّت هيئة الإنصاف والمصالحة الفترة الممتدة من عام 1956 حتى عام 1999 وهي فترةُ حكم الملكيْن السابقين، أما أهدافها المُعلَنة فكانت تعزيز حقوق الإنسان في المغرب.
عملت هيئة الإنصاف والمصالحة بموجبِ تفويضٍ مدته سنتان (2004 حتى 2006)، وتتكون الهيئة من الرئيس و16 مفوضًا نصفهم من المجلس الوطني لحقوق الإنسان. حقَّقت اللجنة في ما يقربُ من 20,000 حالة وقدمت عديد التوصيات للدولة بناءً على الحالات التي نظرت فيها بما في ذلك توصيتها للدولة بتقديمِ تعويضاتٍ (مالية ونفسية وطبية واجتماعية) وكذا التوصيّة بتعديل الدستور والتصديق على نظام روما الأساسي للمحكمة الجنائية الدولية فضلًا عن توصيّات أخرى.
تهدفُ هيئة الإنصاف والمصالحة إلى إعادةِ تأهيل الضحايا ودفع تعويضاتٍ عن انتهاكات الدولة في حقّهم. بُعيد قرار تأسيس الهيئة، رحَّبت عددٌ من المنظمات والدول بهكذا قرارات على اعتبار أنها خطوة كبيرة إلى الأمام في العالم العربي في سبيلِ تعزيز حقوق الإنسان، ومع ذلك فقد تعرضت هيئة الإنصاف والمصالحة لعددٍ من الانتقادات من قِبل منظمات حقوقيّة أخرى لعدة أسباب بما في ذلك:
1. لا تشملُ مهمات الهيئة الكشف عن هويات أو مقاضاة مرتكبي جرائم حقوق الإنسان وهو الأمر الذي طلبه معظم الضحايا.[8]
2. لا يجوزُ الإشارة للحسن الثاني (والد محمد السادس) باعتبارهِ مسؤولًا عن بعض الانتهاكات التي راجعتها الهيئة أو متورطًّا فيها بشكلٍ مباشر أو غير مباشر.[9]
3. لم يُسمح للهيئة بالإبلاغِ عن انتهاكات حقوق الإنسان منذ عام 1999 عندما تقلَّد محمد السادس مقاليد العرش.
4. لا يُمكن للهيئة أن تنتقد انتهاك حرية التعبير في المغرب، ومع ذلك تَعتبر الكاتبة وخبيرة لجنة الحقيقة بريسيلا ب. هاينر أن هذه اللجنة واحدةٌ من أقوى خمس لجان لتقصي الحقائق على الإطلاق.[10]

أكملت هيئة الإنصاف والمصالحة مهامها بتقديم تقريرها النهائي إلى ملك المغرب في كانون الأول/ديسمبر 2005، وقد نشرت منظمة العفو الدولية نقداً مفصلاً لعمل اللجنة ومتابعتها. استُكشفت اللجنة وإرثها في الفيلم الوثائقي أماكننا الممنوعة (بالفرنسية: Nos lieux interdits)‏.

## التاريخ

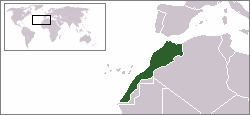
خريطة المغرب

حصل المغرب على استقلاله عن فرنسا عام 1955 فأصبح دولة ذات سيادة ومستقلّة القرار بعدما كان في السابق تحت الحكم الفرنسي كمحمية منذُ عام 1912. بعد أربعة وأربعين عامًا من الاحتلال، بدأت المملكة المستقلة حديثًا في بناء نفسها كدولة ملكيّة دستورية برئاسة محمد الخامس، الذي أصبحَ عام 1957 أصبح ملكًا المغرب فأعادَ تنظيم الدولة لتعزيز الإصلاح والنمو كما أمر بتشكيلِ هيئةٍ تشريعيةٍ لتمثيلِ السكّان الأصليين. سُرعان ما خشي الملك محمد الخامس حركات المعارضة فردَّ بقمعٍ عنيفٍ لأيّ مجموعات أو أفراد معارضين، فكانت هذه بداية الاختفاء القسري والاعتقالات التعسفية. بحكم محمد الخامس لمدة خمس سنواتٍ فقط قبل وفاته عام 1961 ليصلَ ابنه الملك الحسن الثاني إلى السلطة فحكمَ هو الآخر بيدٍ من حديدٍ ثمّ زادت الأمور سوءًا خلال ما عُرف بسنوات الرصاص.
بعد فوز حزبٍ معارضٍ بعددٍ صغيرٍ من المقاعد في انتخابات عام 1965، تولَّى الملك الحسن الثاني السيطرة الكاملة على المجلس التشريعي، ومنذ ذلك الحين أصبحت حالات الاختفاء القسري والاعتقال السري والاعتقال التعسفي والقتل والنفي القسري للمعارضين السياسيين ممارسات شائعة داخل الدولة. قمعَ الملك عام 1975 المظاهرات في الصحراء الغربية وهو ما أظهر خوف النظام الملكي من حركات المعارضة.
بدأ القمع بحلول عام 1990 يخفُّ استجابةً لضغوط المجتمعات المحلية والدولية. عيَّن الملك الحسن الثاني مجلسًا استشاريًا لحقوق الإنسان لمواجهة الانتقادات ومراجعة ممارسات الدولة. كان الهدف من المجلس الوطني لحقوق الإنسان هو التحقيق في التقارير المتعلقة بانتهاكات حقوق الإنسان والبدء في الالتزامِ بالمعايير الدولية من خلال التوصية بإدخال تغييرات على القوانين والممارسات المغربية. قام المجلس الوطني لحقوق الإنسان بالفعل بإجراء عددٍ من التغييرات وهو ما أدى في النهاية إلى ظهورِ هيئة الإنصاف والمصالحة عام 1999. أسَّس هذه الهيئة الملك الجديد محمد السادس بعد وفاة والده الملك الحسن الثاني عام 1999، وقد منحت ما مجموعهُ 100 مليون دولار أمريكي كتعويضاتٍ لما يقرب من 7000 متضرر ومع ذلك فلم يُعوَّض متضررون آخرون من قمع الدولة خلال تسعينيات القرن العشرين.

## التشكيل والهيكلة

### البداية
أوصى المجلس الوطني لحقوق الإنسان عام 2003 بإنشاء لجنة حقيقة ومصالحة لمواصلة التوسع في العمل الذي أنجزه المجلس وباقي المنظمات الحقوقية الوطنيّة. ظهرت هيئة الإنصاف والمصالحة للنظرِ في الانتهاكات التي حصلت بين عامي 1956 و1999 وذلك بموحبِ ظهيرٍ أو مرسوم ملكيّ أعطى للهيئة رسميّتها في أوائل عام 2004 كما أوضح الظهير اختصاصات الهيئة وهيكلها العام.

### مباشرة المهام
حصلت هيئة الإنصاف والمصالحة على تفويضٍ لمدة عامين فقط: من نيسان/ أبريل 2004 حتى يناير 2006. كان المطلوبُ من اللجنة هو النظر على وجه التحديد في حالات الاختفاء القسري والاحتجاز التعسفي بين عامي 1956 و1999، ومن هنا كان من المقرر أن تقدم اللجنة توصيات إلى الملك بشأن التعويضات المالية والرعاية النفسية والطبية وإعادة الإدماج الاجتماعي وذلك كما تنصُّ عليه إحدى موادها التأسيسية: «توصي [الهيئة] بإجراءات معيّنة لإحياء ذكرى انتهاكات حقوق الإنسان وكذلك لضمان عدم تكرارها ومعالجة آثارها واستعادة الثقة في سيادة القانون واحترام حقوق الإنسان.»
كانَ من الواضحِ جدًا افتقار الهيئة للسلطات القضائية، حيث لم يكن بإمكانها مثلًا تسمية أي شخص ذي مسؤولية مباشرة أو غير مباشرة في انتهاك حقٍّ من حقوق الإنسان كما لم يكن لديها سلطة استدعاء أو تفتيش شخصٍ ما كما لم يكن لها سلطة المصادرة، بل حُصرت سلطاتها بشكلٍ محدودٍ جدًا في التحقيق وفي إرسال توصيات للملك الذي سيُقرِّر كيفية المضي قدمًا. بالإضافة إلى ذلك، كانت هيئة الإنصاف والمصالحة هيئة استشارية بحتة ولم تكن الدولة ملزمةٌ بتنفيذِ أي من التوصيّات المقدمة منها باستثناء توصيات مكافآت التعويض، هذا عدى عن أنَّ الهيئة قد انحصرَ مجال تحقيقها في حالات الاختفاء القسري والاعتقال التعسفي التي حدثت بين عامي 1956 و1999.

### الدلالة
اعتُبرت هيئة الإنصاف والمصالحة لجنة تحرّي غير مسبوقةٍ في المغرب وذلك لأسباب عديدة: البداية أنَّ ملك المغرب هو من أصدر مرسوم إنشائها علمًا أنه مَلِكٌ ورث سلطته من خلال الحكم الوراثي، كما أنَّ الهيئة ستُحقّق في الانتهاكات التي ارتُكبت في عهد والده و جده الراحلين وهما الذين ورثَ عنهما السلطة. لاحظَ النقاد والمتابعين للشأن العام المغربي أنه لم يحصل تغيير مفاجئ في الحكومة عند إعلان تأسيسِ الهيئة كما هو شائعٌ عند تأسيسِ لجان الحقيقة في دول أخرى، بل حصلت إصلاحات تدريجية على مدى فترة طويلة من الزمن. جديرٌ بالذكر هنا أنَّ بعض المسؤولين الحكوميين الذين كانوا في السلطة خلال فترة الانتهاكات استمروا في عملهم بشكل عادي وربما في نفس المناصب أثناء وبعد تشكيل هيئة الإنصاف. كان ظهور المجلس الوطني الأصلي لحقوق الإنسان عام 1990 – أي قبل وفاة الملك الحسن الثاني بتسع سنوات – إجراء غير عادي نظرًا لعدم وجود تغيير جذري في الحكومة، كما كان المجلس – بالرغمِ من كل العيوب – أول لجنة تقصّي حقائق في العالم العربي ولجنة غير مسبوقة داخل المنطقة.

## التحقيق واللجان

### المفوضون وأعضاء اللجان
تتألَّفُ هيئة الإنصاف والمصالحة من سبعة عشر مفوضًا يُعيّنهم الملك وجميعهم مواطنون مغاربة. من بين المفوضين السبعة عشر، كانت هناك امرأة واحدة هي لطيفة جبابدي وخمسة سجناء سياسيين سابقين اثنانِ منهم كانوا في المنفى، كما أنَّ ثمانية من المفوضين في الهيئة كانوا أعضاء في المجلس الوطني لحقوق الإنسان. كان الرجل الذي ترأس اللجنة هو إدريس بن زكري وهو سجينٌ سياسيٌّ سابقٌ وناشطٌ بارزٌ في مجال حقوق الإنسان. كان بن زكري عضوًا سابقًا في الجماعة الماركسية اللينينية إلى الأمام التي كانت الدولة قد حظرتها. بالإضافة إلى المفوضين السبعة عشر، كان هناك طاقمٌ قوامه مائة شخص يعملون في أقسام التحقيق والتعويضات داخل الهيئة.

### التحقيقات
بتفويضِ عامين فقط، كان لزامًا على الهيئة التسريع في العمل فانقسمت إلى ثلاث مجموعات: مجموعة التحقيقات (نشطَ في هذه المجموعة ستُّ مفوضين) ومجموعة التعويضات (نشطَ في هذه المجموعة سبعة مفوضين) ثمّ مجموعة الدراسة والبحث (التي كان بها ثلاثة مفوضين). كان هدف مجموعات العمل هذه هو العمل بكفاءة وفعالية من أجل التحقيق في أكبر عددٍ من الانتهاكات. كان لدى اللجنة ما يقربُ من 20,000 حالة للتحقيق: 7000 حالة قادمة من المجلس الوطني لحقوق الإنسان وحوالي 13,000 حالة قدمها عموم المواطنين بعد إعلان تأسيس الهيئة للنظرِ في قضاياهم.
تضمَّنت التحقيقات جلسات استماع للضحايا وبحوث أرشيفية بالإضافة إلى مقابلات مع مسؤولين حكوميين سابقين وحاليين. عملت هيئة الإنصاف والمصالحة مع المجتمع المدني المغربي ومنظمات حقوق الإنسان بالإضافة إلى الضحايا وعائلاتهم. يُذكر أن 10,000 شخصٍ استُجوبوا من قبل الهيئة التي تلقَّت ما يقرب من 40 ألف رسالة في إطارِ عملها في التحقيقات. عقدت الهيئة جلسات استماع عامة وخاصة، وكانت الاجتماعات الخاصة تشملُ في الغالب موظفين عموميين متورطين في الانتهاكات ولم يرغبوا في الكشف عنها علنًا، فيما شملت جلسات الاستماع العامة حضور عددٍ من الجمهور وكذا المعنيين بالأمر لكنّ منظمات حقوقيّة أخرى انتقدت الهيئة بسبب منعها للضحايا من تسمية مرتكبيهم علانية. لقد عقدت الهيئة سبع جلساتٍ عموميّة فقط استضافت خلالها عشرة ضحايا فقط وقد اختيروا على أساس تمثيل باقي الضحايا. حصل كل ضحيّة من الضحايا المشاركين في الجلسات العمومية على عشرين دقيقة فقط للتحدث عمَّا عانى منه، كما لم يُسمح بأي أسئلة أو ردود ولم يتمكّن الجمهور الحاضر من التعبير عن آرائهم بخصوص هذه الجلسات. قررت هيئة الإنصاف والمصالحة من أجل الوصول إلى أكبر عددٍ ممكنٍ من الجمهور إدراج سلسلة من الندوات الموضوعية التي تم بُثَّت على التلفزيون الحكومي، والتي ناقشت عددًا من المواضيع بما في ذلك التحول الديمقراطي في المغرب، القضاء على العنف، الإصلاح السياسي والاقتصادي والاجتماعي، الإصلاح الثقافي والتعليمي وكذا الإصلاح التشريعي والتنفيذي والقضائي.

## التقرير النهائي
قدمت اللجنة في كانون الأول/ديسمبر 2005 تقريرها النهائي إلى الملك محمد السادس مع عرضٍ موجزٍ لنتائجها وتوصياتها المتعلقة بالانتهاكات التي وقعت بين عامي 1956 و1999. لم يكن بالإمكان نشر جوانب معينة من التقرير النهائي للجنة، لكن وعند الانتهاء من التقرير حدَّد الملك المعلومات التي يمكن نشرها علنًا فصدر التقرير – بعد التعديل عليه – في كانون الثاني/يناير 2006. قامت هيئة الإنصاف والمصالحة في وقتٍ لاحقٍ بإنشاء أرشيفٍ يحتوي على جميع الأدلة التي تم جمعتها في تحقيقاتها والتي يُمكن استخدامها فيما بعدُ أثناء الإجراءات القضائية.
خلصت الهيئة في تقريرها النهائي إلى وفاة 742 شخصًا من الأشخاص المختفين قسريًا ناجحة بذلك في تحديدِ مصيرهم، لكنها لم تقدم معلومات تفصيليّة أخرى من قبيل مواقع الدفن وظروف وفاة الأشخاص المختفين فضلًا عن فشلها في حلِّ 66 ملفًا. من بين جميع القضايا المعروضة، حلَّت هيئة الإنصاف والمصالحة 4،677 حالة كما أوصت بصرفِ تعويضاتٍ لـ 3،657 ضحيّة، ثمّ أنشأت أرشيفًا يحوي أكثر من 20,000 شهادة شخصية لضحايا أو شاهدين على جرائم ارتُكبت في فترةٍ ما.

## التوصيات
قدمت هيئة الإنصاف والمصالحة عددًا من التوصيات إلى الدولة، بما في ذلك مجموعة متنوعة من الإصلاحات الحكومية. وشملت هذه التوصيات:
- مواصلة التحقيقات التي بدأتها هيئة الإنصاف والمصالحة من خلال التعمق أكثر في بعض الملفات الشائكة.[10]
- إصلاح كل من قطاع الأمن والقضاء بما في ذلك إنشاء سلطة قضائية مستقلة.[34]
- تعديل الدستور لضمان حقوق معينة لا سيما حقوق الإنسان.[6]
- الإذن بالتعويضات: مالية ونفسية وطبية واجتماعية.[36]
- التصديق على نظام روما الأساسي للمحكمة الجنائية الدولية بما في ذلك إلغاء عقوبة الإعدام.[37]
- يجب أن تتحمل الدولة المسؤولية عن الانتهاكات بما في ذلك الاختفاء والاحتجاز التعسفي والتعذيب والاستخدام المفرط للقوة.[38]
- تقليص السلطات التنفيذية وتقوية السلطة التشريعية.[39]
- توصيات مفصلة في مجالات معينة: المساواة بين الجنسين والوساطة المجتمعية والحد من الفقر وتطبيع الوضع القانوني والتعليم المستمر والتطوير المهني وإعادة التأهيل الطبي والنفسي وإقامة النصب التذكاريّة وأشياء أخرى.[40]

## التنفيذ
استُقبل قرار إنشاء هيئة الإنصاف والمصالحة استقبالًا إيجابيًا من قِبل المنظمات الحقوقيّة ومتابعي الشأن العام الذي أشادوا بهكذا قرار سيجعلُ – حسب قولهم – المغرب أكثر ديمقراطية بعد فترة مضطربة وقمعية ومسيئة. حظي منذُ البداية المرسوم الملكي الذي أذن للهيئة بعناية فائقة، كما لقيت الاستجابة السريعة لتنفيذ التعويضات المالية استحسانًا بالغًا ففي غضون 18 شهرًا وزَّعت الهيئة 85 مليون دولار أمريكي على ما بين 9000 حتى 16,000 فردًا. بدأت الحكومة في نفس الوقت في تطوير برامج التعويضات المجتمعية حيثُ تعاونت مع 250 منظمة حكومية وغير حكومية لهذا الغرض. وزعت الحكومة اعتبارًا من عام 2009 ما مجموعه 2.57 مليون دولار أمريكي على جمعيات مختلفة في جميع أنحاء المغرب كجزءٍ من هذا البرنامج، كما وقعت مختلف الوزارات والهيئات اتفاقياتٍ لتوفير الرعاية الطبية والتدريب المهني للضحايا وعائلاتهم.
أيَّد الملك الهيئة فيما يتعلق بتوصياتها المقدمة بشأن الدستور كما أعلنَ نيّته إدراج التوصيات في مشروع الدستور المعدل. عُدِّل الدستور عام 2011 حيث أُضيفت مواد تنصُّ على ضرورة احترام حقوق الإنسان وعقوبات زجريّة لمخالفيها مع وجود مواد أخرى تُقيّد نوعًا ما التطبيق الكلّي لمبادئ حقوق الإنسان. أسفرت الهيئة بشكلٍ عامٍ عن تغيير إيجابي في المغرب بما في ذلك حرصها على الشفافية وسعيها لنشرِ حقيقة الانتهاكات الماضية والحثّ على بدء عملية تعافي طويلة.

## انتقادات
في حين استُقبل قرار إنشاء هيئة الإنصاف والمصالحة بشكلٍ عامٍ كخطوةٍ إيجابيةٍ نحو مغربٍ قويٍّ وأكثر ديمقراطية، ظهرت انتقادات مختلفة للهيئة من قِبل بعض النقاد والناشطين في مجال حقوق الإنسان ومنظمات حقوقية أخرى. انتقُدت الهيئة منذ البداية على الإطار الزمني للقضايا التي ستبثُّ فيها حيثُ حصرت فترة الانتهاكات حتى سنة وفاة الملك السابق بينما طالب كُثر بضرورة بثّ الهيئة في انتهاكات حصلت ما بعد 1999. انتقد آخرون الهيئة لأنها لا تتمتعُ بصلاحيات قضائية ولا يمكنها تسمية أيٍّ من الجناة، حيثُ انتقدت منظمات مثل هيومن رايتس ووتش هذا الجانب من الهيئة بسببِ عدم اتخاذها إجراءات قضائية ضد الجناة بغضِّ النظر عن الجريمة المرتكَبة. لم تُطالب الهيئة بعزلِ بعض المسؤولين المتورّطين من مناصبهم كما لم تكشف عن أسماء المسؤولين المتورطين في الانتهاكات ولم تُوجّه تهم إليهم بارتكاب أي جريمة أو إجراء ولم تُطالب بالقبض على المسؤولين الذين ثبت صلاتهم بالانتهاكات بسبب مخاوف بشأن استقرارِ الحكومة.
لا يُوجد ما يمنع الضحايا من محاولة محاسبة مرتكبيهم من خلال نظام المحاكم العامة، ولكنّ هذا لم يحصل لعدّة أسباب وهو ما جعل بعض متابعي الشأن العام يُشكّكون في نقطة استقلال القضاء، كما انتُقدت الهيئة بسبب فرضها قيودًا على تعريف الضحية حيث شملَ مجال نشاطها الأشخاص الذين تعرضوا للاختفاء القسري أو الاحتجاز التعسفيّ فقط، رافضةً التحقيق أو البثّ في حالات أخرى لأشخاص انتُهكت حقوقهم خارج مجال نشاطها، كما رفضت الهيئة تعويض بعض المنهتكَة حقوقهم لأسباب تتعلق بطريقة عملها أو بطريقة تقديم المعنيّ بالأمر لملفه. لم يكن لهيئة الإنصاف والمصالحة صلاحيات استدعاء كما لم يكن لها صلاحيّة التعاون مع جهاز الشرطة أو القضاء أو أيّ كان وهو ما تسبَّبَ في قيام أفراد أو مجموعات مختلفة بحجب معلومات مهمة مثل الوثائق والشهادات المخزّنة لدى الإدارات العموميّة أو مصالح الضرائب وما إلى ذلك.
لم يذكر التقرير النهائي للهيئة منطقة الصحراء الغربية التي كانت من أكثر المناطق قمعًا في تلك الفترة، حيث زارت هيئة الإنصاف والمصالحة المنطقة لمدة عشرة أيام فقط وأُلغيت خطط عقد جلسة استماع عامّة هناك. منذ صدور التقرير عام 2006، نُفّذَ عددٌ قليلٌ جدًا من التوصيات أما الإجراءات فقد طُبقّت ببطءٍ شديد، في حين لم تجرِ أي محاكماتٍ للمتورطين في الانتهاكات ولم تصدق الحكومة بعد على قانون المحكمة الجنائية الدولية.